# هارييت ريدموند
هارييت ريدموند (بالإنجليزية: Harriet Redmond) (عاشت 1862 – يونيو 27، 1952)، تُعرف أيضًا باسم هاتي ريدموند هي أمريكية من أصل أفريقي مناصرة لحق الاقتراع عاشت وعملت في بورتلاند بولاية أوريغون. وُلدت في سانت لويس بولاية ميزوري، انتقلت إلى في سن مبكرة حيث أصبحت عضوًا ناشطًا في حركة حق الاقتراع.
أكثر ما تشتهر به ريدموند هو جهودها بصفتها أمينة سر ورئيسة جمعية حق الاقتراع المتساوي للنساء الملونات. بعد حصول نساء أوريغون على حق الاقتراع عام 1912، بقيت ريدموند ناشطةً سياسيًا عن طريق العمل على حملات سياسيين مختلفين.

## خلفية عائلتها
كانت هاتي ريدموند ابنة عبدين معتوقين، هما لافينيا بلو وروبين كراوفورد. في وقت ولادتها، عاش الزوجان في سانت لويس، ميزوري. انتقلت العائلة من ميزوري إلى ماريزفيل، كاليفورنيا عام 1871، ثم إلى هوود ريفر، أوريغون، واستقروا في بورتلاند بشكل دائم في عام 1880.
كان لدى لافينيا -التي لقبت باسم فينا- شقيق عاش في كاليفورنيا، وكانت نية العائلة هي البقاء دائمًا في الساحل الغربي. عمل روبين في البداية صانع حبال ثم عامل جلفطة سفن خبير، وكان يُطلق عليه «أفضل عامل جلفطة سفن في الساحل الغربي» من قبل صحيفة ذا أوريغونيان عام 1918. بقيت لافينيا في البيت وعملت أيضًا خادمةً منزلية بدوام جزئي.
لا تؤكد السجلات التاريخية بشكل محدد كيف استطاعت العائلة الانتقال من ميزوري إلى كاليفورنيا. ومع ذلك، قد تكون العائلة اعتمدت على مكتب المعتوقين، الذي كان سيسمح لها بالوصول إلى السكة الحديدية لكونهم عبيدًا معتوقين يغادرون الجنوب. بدلًا من ذلك، قد تكون وظيفة روبين الجديدة في بناء السفن مكنته من تحمل تكاليف الانتقال.
كان روبين كراوفورد عضوًا نشطًا في الحزب الجمهوري وجمعية مساعدات المهاجرين الملونين. أصبحت عائلة كراوفورد عائلةً معروفة جيدًا اجتماعيًا في مجتمع بورتلاند الأفريقي الأمريكي، الذي تألف من مئات الأفراد. ارتادت عائلة كراوفورد كنيسة جبل أوليفست المعمدانية، وهي أول كنيسة معمدانية تتأسس في أوريغون، وفيها عقدت فيها ريدموند عام 1912 مؤتمرات تعليمية عن حق النساء في الاقتراع.

## حياتها المبكرة
وُلدت ريدموند في وقت ما عام 1862 في سانت لويس. كانت طفلة لافينيا وروبين الأولى، وأكبر أطفالهما الثمانية. كان عمرها 9 سنوات عندما انتقلت العائلة إلى كاليفورنيا و18 سنة عندما استقرت العائلة في بورتلاند.
نشأت ريدموند على الأرجح في مثوى، لأن الافارقة الأمريكان لم يكن باستطاعتهم امتلاك عقار، وكان هناك القليل من المنازل العائلية المفردة المتوفرة في المنطقة في ذلك الوقت. ارتادت ريدموند مدرسة بورتلاند للملونين، وهي مدرسة عامة لأطفال الأفارقة الأمريكان. كان دخولها للكنيسة في عمر 12 عامًا عندما سجلها والدها لتتلو قصيدة كتبتها للاجتماع الشتوي لكنيسة جبل أوليفيت المعمدانية. كان عنوان القصيدة «أنا سعيدة جدًا»، وحصلت على تلقٍّ إيجابي.
في نوفمبر 1883، تزوجت هارييت كراوفورد النادل إيميرسون ريدموند في منزل والديها؛ عَمل في فنادق بورتلاند، مثل فندق بورتلاند. ومع ذلك، يقال إن الزواج لم يكن سعيدًا، وتوفي زوجها في مزرعة مقاطعة مولتنومه للفقراء في 26 مارس، 1907. لم يكن لهاتي وإيميرسون ريدموند أي أطفال.

## نشاطها
كانت ريدموند عضوًا ناشطًا في مجلس نساء أوريغون الملونات، وهي منظمة مكرسة لمساعدة المحتاجات من النساء السود. لاحقًا، أصبحت امينة سر، ثم رئيسةً لفرع جمعية حق الاقتراع المتساوي للنساء الملونات المتشكلة عام 1912. خلال هذا الوقت، قدَّرت ريدموند أن العضوية المنخفضة في المجموعة، 14 من بين 2,500 امرأة من النساء السود المؤهلات فعليًا في بورتلاند، نشأ من قلة الوعي بمنافع الاقتراع وكذلك التأثير السلبي من الأزواج والعائلات.